# 尼斯特巴赫河
51°2′34.74″N 6°13′27.42″E / 51.0429833°N 6.2242833°E

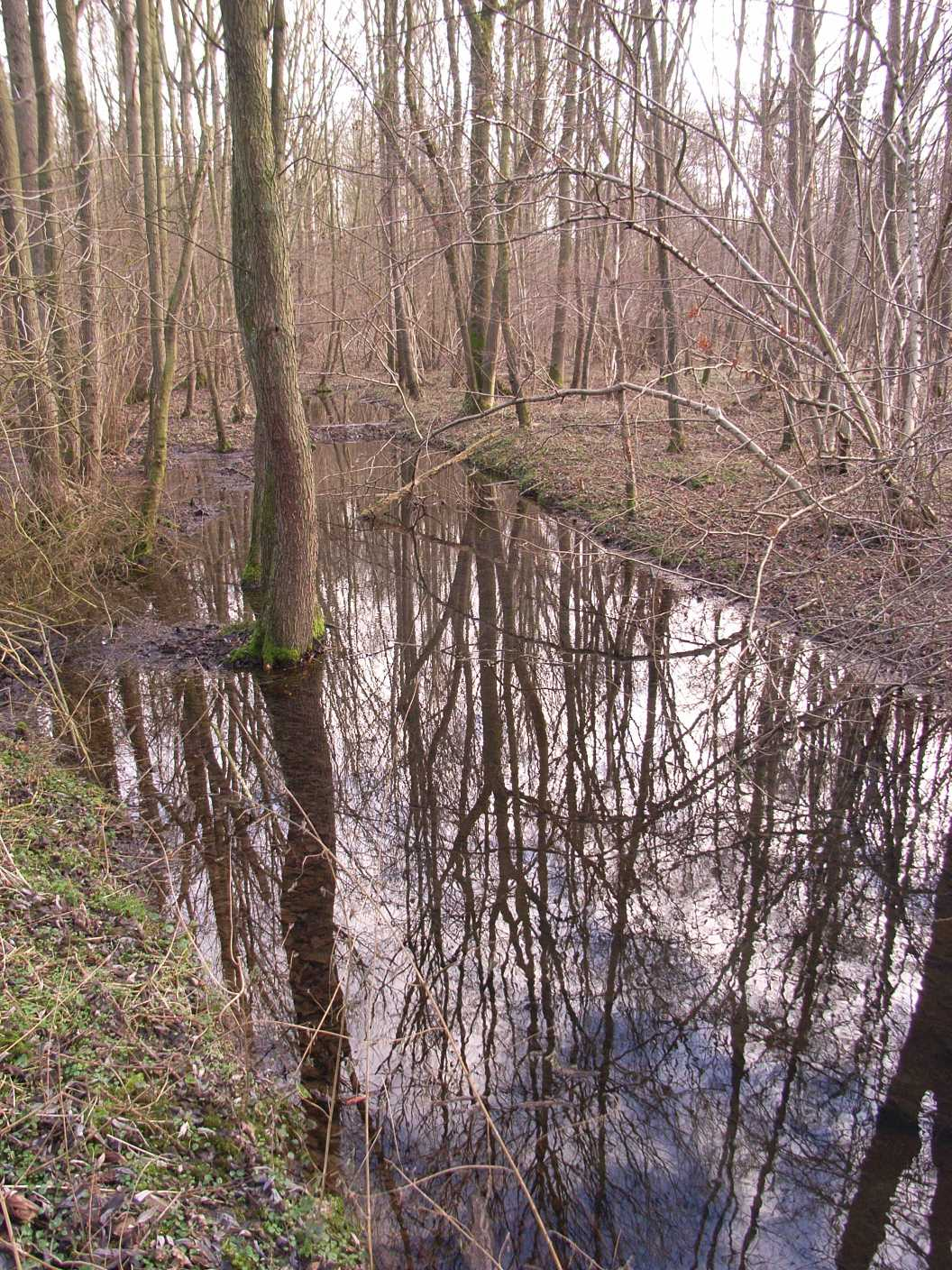

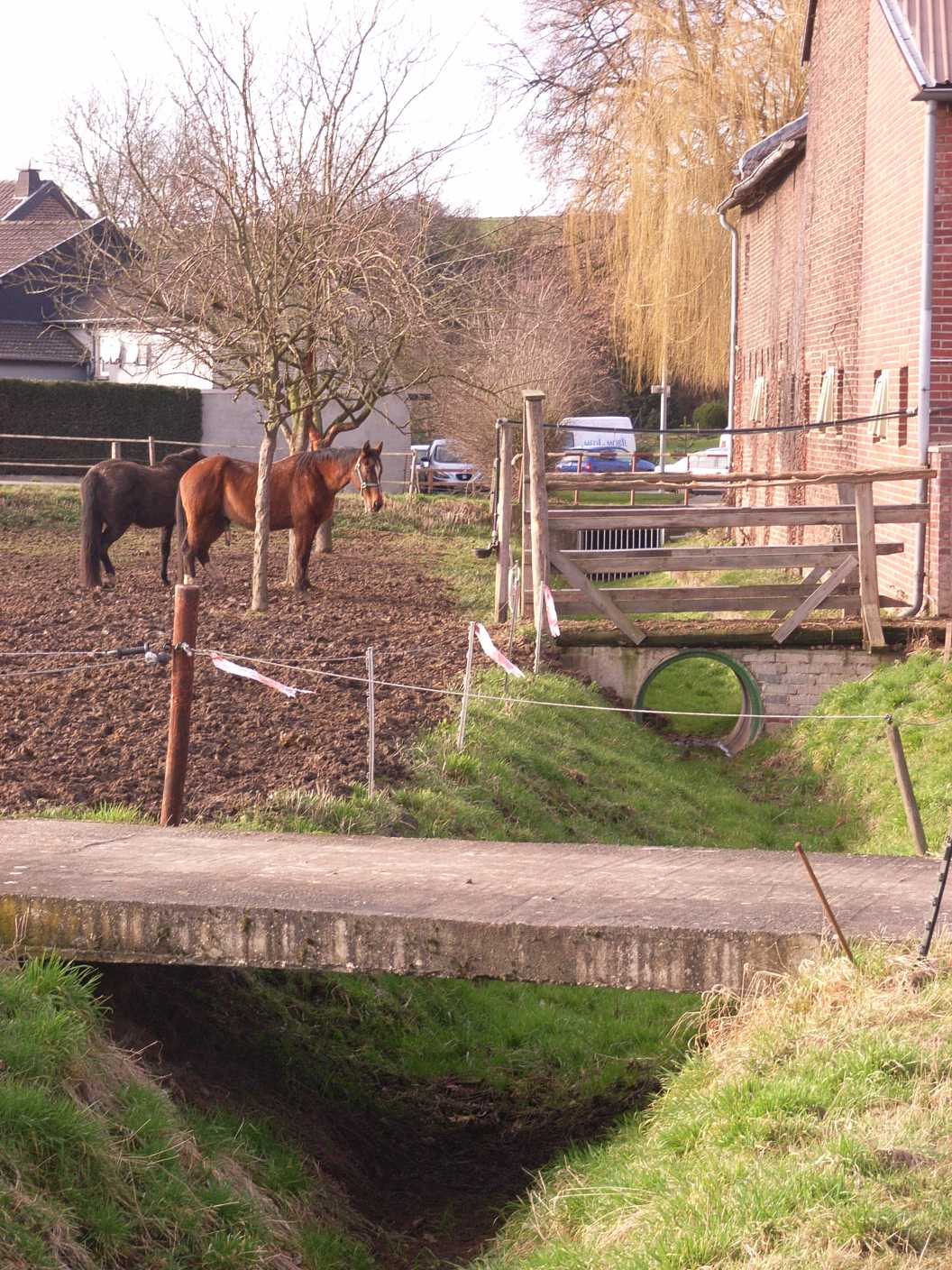

尼斯特巴赫河（德語：Nysterbach），是德國的河流，位於該國西部，處於北萊茵-威斯特法倫州，屬於魯爾河的右支流，河道全長10.8公里，流域面積50.6平方公里。